# Гаспаре Траверси
Гаспàре Травèрси, (на италиански: Gaspare Traversi, * 1722, Неапол, † 1770, Рим) е италиански художник от Неаполитанската школа за живопис, активен в периода Рококо.

## Биография
Гаспаре Траверси е роден в Неапол през 1722 г. като първото от осемте деца в семейството на Доменико Траверси и Маргарита Маринели.
Обучаван от Франческо Солимена, Траверси е съвременник на учениците му Джузепе Бонито и Франческо де Мура. Влиянието на учителя се забелязва в картините на религиозна тематика, „Разпятието“, колекция „Ескалар“ и три платна от поредицата „Истории на Богородица“ за църквата „Санта Мария дел Аиуто“ в Неапол, рисувани от художника в периода 1748 – 1749. В картините си художникът изразява своето натуралистично и психологично виждане за реалността, което е в разрез с общоприетите норми сред неаполитанските художници.
Поради трудните взаимоотношения с неаполитанските художници и клиенти, Гаспаре Траверси, придружаван от съпругата си Роза Орланди и сестра си Катерина, се мести в Рим през 1752 г. Предполага се, че това става по покана на неговия основен римски клиент Рафаело Роси, епископ от Францискански орден, познат в Неапол от 1742 г. като апостолски посетител в манастира „Санта Киара“.
През 1753 г. в Рим художникът рисува шест картини по поръчка на Ордена на кармелитите, в наши дни съхранени в църквата „Сан Паоло фуори ле мура“ в града, платното „Чудото на Свети Реймондо“ за църквата „Сант Адриано“ и картината „Раненият“, в наши дни изложена в „Галерия на изкуството“ към Венецианската академия за изящни изкуства. Между 1753 и 1758 г. по поръчка на Рафаело Роси той рисува 25 картини за църквата „Санта Мария ди Монте Оливето“ в Кастел'Аркуато, както и за Катедралата в Парма.
Едновременно с картините на религиозна тематика той рисува и картини с жанрови сцени, продиктувани от действителното лице на обществените кръгове, поставени в центъра на вниманието по-добре отколкото в трактат за икономическото състояние на страната или в брошура за обичаите на нейния народ и нейните нужди. Пресъздавайки в платната си злините, подновените стремежи, непрекъснатите разочарования, разкъсващите контрасти и постоянните противоречия на реалността, художникът показва свой художествен стил, който е съвкупност от неаполитанския натурализъм, скандинавската жанрова живопис и нотки от стила на Караваджо.
Някои от тези картини са „Храненето“ (La poppata) – в частна колекция в Рим, „Урокът по рисуване“ (La lezione di disegno) – в Канзас Сити, „Борбата“ (La rissa) – в Музей Сан Мартино (Неапол), „Слепият просяк“ (Il Mendicante cieco) – вБостън, „Старицата и момчето“ (La vecchia e lo scugnizzo) в Пинакотека „Брера“ (Милано), „Концертът“ (Il concerto) – в Галерия „Палацо Дзевалос“ в Неапол.
Последната му известна творба, датираща от 1770 г., е „Портретът на каноника“, в която мрачното изражение на стария свещеник заклеймява образа на корумпираното, но мощно духовенство.
Въпреки че няма ученици, влиянието му е значително и може да се види в произведенията на неаполитанските художници Лоренцо де Каро, Джузепе Бонито и Орацио Солимена. Въпреки че се ползва с признание и уважение в Рим, той никога не прекъсва връзката си с Неапол.
Гаспаре Траверси умира през 1770 г. в Рим на 48-годишна възраст.

## Картини
- „Йов, подигран от жена си“, Национален музей, Варшава, Полша
- „Борбата“, Лувър, Париж, Франция
- „Тайното писмо“, Италиански галерии, Неапол
- „Урок по четене“, Музей на изкуството „Нелсън Аткинс“, Канзас Сити (Мисури)
- „Четене на писмо“, Ермитаж, Санкт Петербург